# Nanna melanosticta
Nanna melanosticta là một loài bướm đêm thuộc phân họ Arctiinae, họ Erebidae.